# Елизабет Блекуел
Елизабет Блекуел (на английски: Elizabeth Blackwell) е британско-американска лекарка, смятана за първата съвременна жена-лекар в Съединените щати и Великобритания.

## Биография
Родена е на 3 февруари 1821 г. в Бристол, Великобритания, в семейството на собственик на захарна рафинерия. От малка получава добро образование. През 1832 г. семейството се премества в Ню Йорк, през 1835 г. – в Джърси Сити, а през 1838 г. – в Синсинати. Малко по-късно бащата умира и Елизабет и две от сестрите ѝ започват да работят като учителки, за да издържат семейството. През следващите години Елизабет Блекуел започва да се самообразова като чете медицинска литература и през 1847 г. успява да постъпи в колежа в Дженива. Завършва на 23 януари 1849 г., като става първата жена с медицинска диплома в Съединените щати.
През 1849 г. Блекуел заминава за Англия, а оттам за Париж, където постъпва в курс за акушерки. Там получава инфекция на едното око, което ослепява. През 1850 г. се връща в Лондон и работи известно време в болница, а през 1851 заминава за Ню Йорк. Там не успява да постъпи на работа в никоя болница и започва частна практика, а през 1853 г. основава малък диспансер, преобразуван през 1857 г. в Нюйоркска амбулатория за бедни жени и деца. През 1858 – 1859 г. прави обиколка из Великобритания, като изнася лекции и става първата жена, включена в Британския медицински регистър. През 1868 г. основава Женски медицински колеж към Нюйоркската амбулатория, който функционира до 1899 г.
През 1869 г. Елизабет Блекуел окончателно се премества в Англия, където установява успешна частна практика и преподава гинекология в Лондонското медицинско училище за жени. Оттегля се от преподавателското място през 1907 г.
Умира на 31 май 1910 г. в Хейстингс на 89-годишна възраст.